# Pochazia discreta
Pochazia discreta är en insektsart som beskrevs av Melichar 1898. Pochazia discreta ingår i släktet Pochazia och familjen Ricaniidae. Inga underarter finns listade i Catalogue of Life.